# August Jacob Rambach

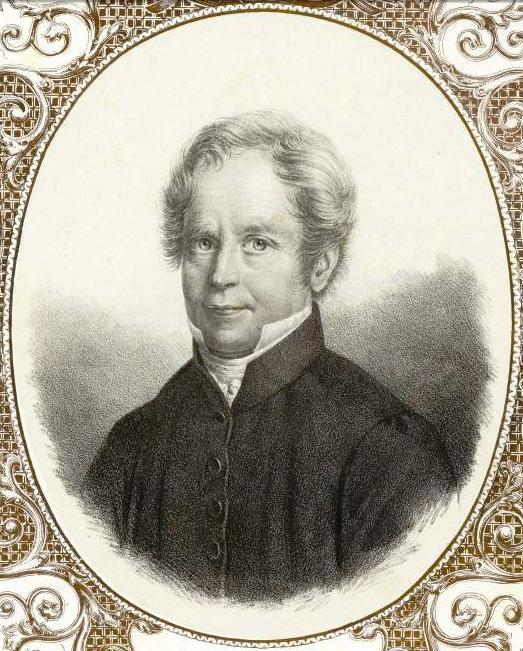
August Jacob Rambach

August Jacob Rambach (* 28. Mai 1777 in Quedlinburg; † 7. September 1851 in Hamburg) war ein deutscher evangelisch-lutherischer Theologe und Hymnologe.

## Leben

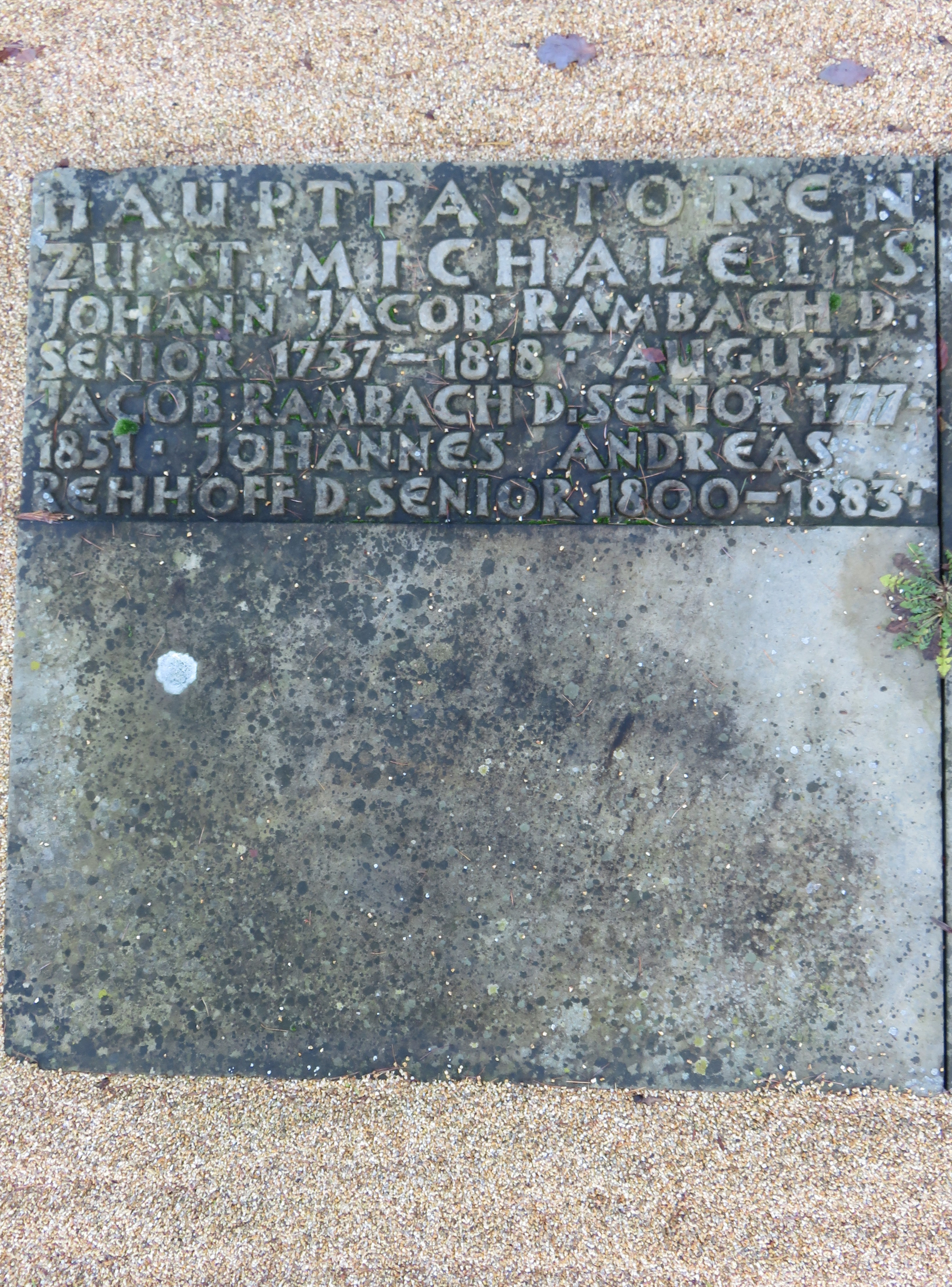
„August Jacob Rambach d. Senior“, Sammelgrabmal Hauptpastoren zu St. Michaelis, Friedhof Ohlsdorf

Geboren als Sohn des Theologen Johann Jakob Rambach und dessen zweiter Frau Eva Maria Elisabeth Boysen, kam er mit drei Jahren nach Hamburg, wo er im Alter von sieben Jahren in das Johanneum aufgenommen wurde und 1794 auf das Akademische Gymnasium wechselte. Hier beschäftigte er sich besonders mit Griechisch und Latein und erwarb die Hochschulreife. Ostern 1796 bezog er für ein dreijähriges Studium der Theologie die Universität Halle.
Zurückgekehrt nach Hamburg bestand er am 15. September 1799 das theologische Kandidatenexamen, wurde am 2. Mai 1802 als Diaconus an der Jakobikirche gewählt und am 18. Juni in sein Amt eingeführt. Nach dem Tod seines Vaters übertrug man ihm am 20. Dezember 1818 das Hauptpastorat an der Michaeliskirche, das er am 16. März 1819 antrat. Hier erwarb er Verdienste um das Schul- und Kirchenwesen, dass man ihn am 21. Februar 1834 zum Senior des Geistlichen Ministeriums und damit zum höchsten evangelischen Vertreter der freien Hansestadt ernannte. Aus Altersgründen trat er Anfang 1851 von seinen Ämtern zurück.
Am 12. November 1827 ernannte ihn die Universität Marburg zum Ehrendoktor der Theologie.
Seine am 18. November 1810 geschlossene Ehe mit seiner Cousine Louise Wilhelmine Boysen blieb kinderlos.
An August Jacob Rambach wird auf der Sammelgrabmalplatte Hauptpastoren zu St. Michaelis des Althamburgischen Gedächtnisfriedhofs, Friedhof Ohlsdorf, erinnert.

## Werk
Rambach hat sich mit Vorliebe für geistliche Lieder und Gesänge interessiert. Dabei legte er eine umfangreiche hymnologische Bibliothek an, die nach seinem Tod der hamburgischen Stadtbibliothek geschenkt wurde. Er selbst hatte 1832 den Vorschlag ins Spiel gebracht, das alte Hamburger Gesangbuch von 1788 durch ein neues zu ersetzen. Dafür wurde eine Kommission unter seiner Leitung eingesetzt, die am 1. Januar 1843 das neue Gesangbuch in den Hamburger Kirchen einführte. Theologisch verhielt sich Rambach allen Richtungen gegenüber zurückhaltend.

## Werkauswahl
- Über Dr. Martin Luthers Verdienste um den Kirchengesang. Hamburg 1813 (archive.org; Digitalisat).
- Anthologie christlicher Gesänge aus allen Jahrhunderten der Kirche. 6 Bände.  J. F. Hammerich, Altona und Leipzig 1817–1833.
  - Band 1: Anthologie christlicher Gesänge aus der alten und mittleren Zeit. 1817 (archive.org).
  - Band 2: Anthologie christlicher Gesänge aus der neueren Zeit. Erster Theil. 1817 (archive.org; Digitalisat).
  - Band 3: Anthologie christlicher Gesänge aus der neueren Zeit. Zweyter Theil. 1819 (archive.org; Digitalisat).
  - Band 4:  Anthologie christlicher Gesänge aus der neueren Zeit. Dritter Theil. 1822 (archive.org; Digitalisat).
  - Band 5: Anthologie christlicher Gesänge aus der neueren Zeit. Vierter Theil. = Der heilige Gesang der Deutschen. Erster Theil. 1832 (archive.org; Digitalisat).
  - Band 6: Anthologie christlicher Gesänge aus der neueren Zeit. Fünfter Theil. = Der heilige Gesang der Deutschen. Zweyter Theil. 1833 (archive.org; Digitalisat).
- Antrittspredigt in der Hauptkirche St. Jacobi zu Hamburg, am 18ten Junii 1802 gehalten und auf Verlangen zum Druck befördert. Hamburg 1802
- Abschiedspredigt in der Hauptkirche St. Jacobi zu Hamburg, am Freytage nach dem 3ten Sonntage nach Epiphanias gehalten. Hamburg 1819
- Entwürfe der über die evangelischen Texte gehaltenen Predigten. 1834
- Johann Jacob Rambach... Nach seinem Leben, Charakter und Verdienst geschildert. 1818
- Kurzgefaßte Nachricht von den Verfassern der Lieder im Hamburgischen Gesangbuche. 1843 (Digitalisat).